# Kryštof Krýzl
Kryštof Krýzl (Praga, 12 ottobre 1986) è uno sciatore alpino ceco.
In Coppa del Mondo partecipa soprattutto a slalom speciali, anche se a volte è presente in combinate e slalom giganti.

## Biografia

### Stagioni 2001-2006
Krýzl ha iniziato a partecipare a gare internazionali FIS nel 2001. Del 2003 è la sua prima presenza ai Mondiali juniores, mentre ha esordito in Coppa Europa il 18 dicembre 2004 a Pozza di Fassa in slalom speciale, senza completare la gara, e ai Campionati mondiali a Bormio/Santa Caterina Valfurva 2005, dove si è classificato 22º nello slalom speciale e non ha completato la combinata.
L'esordio in Coppa del Mondo è avvenuto il 23 ottobre 2005, nello slalom gigante di Sölden, nel quale non è riuscito a qualificarsi per la seconda manche. Ha debuttato ai Giochi olimpici invernali a Torino 2006, piazzandosi 34º nel supergigante, 20º nella combinata e non ha concludendo lo slalom gigante e lo slalom speciale.

### Stagioni 2007-2010
Ai Mondiali di Åre 2007 è stato 42º nel supergigante e non ha terminato slalom gigante e slalom speciale; il 27 gennaio 2008 ha conquistato i primi punti in Coppa del Mondo con il 25º posto ottenuto nella supercombinata di Chamonix e il 2 dicembre dello stesso anno è salito per la prima volta sul podio in Coppa Europa, nello slalom gigante di Reiteralm (2º).
Ai Mondiali di Val-d'Isère 2009 ha ottenuto il 26º posto nel supergigante, il 22º nello slalom gigante, l'8º nello slalom speciale e l'11º nella supercombinata. Nella stagione seguente ha conquistato la prima vittoria in Coppa Europa, nello slalom gigante di Levi del 26 novembre 2009, e ai XXI Giochi olimpici invernali di Vancouver 2010 ha ottenuto il 40º posto nella discesa libera, il 23º nello slalom gigante e il 17º nella supercombinata, mentre non ha completato lo slalom speciale.

### Stagioni 2011-2025
Ai Mondiali di Garmisch-Partenkirchen 2011 è stato 31º nello slalom gigante e 39º nello slalom speciale, mentre a quelli di Schladming 2013 ha chiuso lo slalom speciale al 20º posto. Nel 2014 ha preso parte ai XXII Giochi olimpici invernali di Soči 2014, classificandosi 19º nella supercombinata e non portando a termine lo slalom gigante e lo slalom speciale.
Ai Mondiali di Vail/Beaver Creek 2015 è stato 35º nel supergigante, 23º nello slalom gigante, 26º nella combinata e non ha completato lo slalom speciale; ai successivi Mondiali di Sankt Moritz 2017 si è classificato 32º nello slalom gigante, 29º nella combinata e non ha completato supergigante e slalom speciale, mentre a quelli di Åre 2019 è stato 41º nel supergigante e non ha completato lo slalom speciale. Ai Mondiali di Cortina d'Ampezzo 2021 si è classificato 19º nello slalom gigante, 13º nella gara a squadre, non ha completato lo slalom speciale e non si è qualificato per la finale nello slalom parallelo; l'anno dopo ai XXIV Giochi olimpici invernali di Pechino 2022 si è piazzato 19º nello slalom gigante, 14º nella gara a squadre e non ha completato lo slalom speciale. Ai Mondiali di Saalbach-Hinterglemm 2025 è stato 16º nella combinata a squadre e non ha completato lo slalom gigante.

## Palmarès

### Mondiali juniores
- 1 medaglia:
  - 1 bronzo (combinata a Québec 2006)

### Universiadi
- 1 medaglia:
  - 1 bronzo (slalom speciale a Trentino 2013)

### Coppa del Mondo
- Miglior piazzamento in classifica generale: 76º nel 2009

#### Coppa del Mondo - gare a squadre
- 1 podio:
  - 1 vittoria

### Coppa Europa
- Miglior piazzamento in classifica generale: 16º nel 2012
- 7 podi:
  - 1 vittoria
  - 2 secondi posti
  - 4 terzi posti

#### Coppa Europa - vittorie
| Data             | Località | Paese     | Specialità |
| ---------------- | -------- | --------- | ---------- |
| 26 novembre 2009 | Levi     | Finlandia | GS         |

Legenda:

GS = slalom gigante

### Australia New Zealand Cup
- Vincitore dell'Australia New Zealand Cup nel 2018
- 3 podi:
  - 3 terzi posti

### Far East Cup
- Miglior piazzamento in classifica generale: 2º nel 2020
- 13 podi:
  - 5 vittorie
  - 4 secondi posti
  - 4 terzi posti

#### Far East Cup - vittorie
| Data          | Località         | Paese    | Specialità |
| ------------- | ---------------- | -------- | ---------- |
| 5 marzo 2015  | Nozawaonsen      | Giappone | GS         |
| 6 marzo 2015  | Nozawaonsen      | Giappone | GS         |
| 17 marzo 2016 | Bajkal'sk        | Russia   | GS         |
| 18 marzo 2016 | Bajkal'sk        | Russia   | GS         |
| 20 marzo 2016 | Južno-Sachalinsk | Russia   | SL         |

Legenda:

GS = slalom gigante

SL = slalom speciale

### Campionati cechi
- 33 medaglie[1]:
  - 18 ori (supergigante, slalom speciale, supercombinata nel 2009; slalom speciale nel 2011; slalom gigante, slalom speciale, supercombinata nel 2012; slalom gigante, slalom speciale nel 2013; slalom speciale nel 2014; slalom gigante, slalom speciale nel 2015; slalom speciale nel 2016; slalom gigante, slalom speciale nel 2017; supergigante, slalom gigante, combinata nel 2022)
  - 11 argenti (slalom speciale nel 2005; slalom gigante nel 2007; slalom gigante, slalom speciale, supercombinata nel 2008; slalom gigante nel 2009; supergigante nel 2010; slalom gigante nel 2011; supergigante nel 2012; discesa libera, supergigante nel 2019)
  - 4 bronzi (slalom speciale nel 2002; slalom speciale nel 2003; supercombinata nel 2011; combinata nel 2019)